# 대수 곡선
대수기하학에서 대수 곡선(對數曲線, 영어: algebraic curve)은 1차원의 대수다양체이다. 대수기하학에서 다루는 대상 중 가장 간단한 대상에 속한다.

## 정의
고전적으로, 대수 곡선은 차원이 1인 대수다양체이다. 현대 대수기하학에서는 스킴 이론의 발달로 이 정의가 더 일반화되었으며, 임의의 1차원 스킴을 일컫는다.

## 성질
대수적으로 닫힌 체 위의 대수 곡선에 대하여, 다음 두 조건이 서로 동치이다.:105, Remark 4.10.2a
- 완비 대수다양체이다.
- 사영 대수다양체이다.

대수적으로 닫힌 체 위의 모든 완비 대수 곡선은 비특이 사영 평면 곡선과 쌍유리 동치이다. 또한, 복소수체의 경우 모든 콤팩트 리만 곡면은 항상 대수적이다. (이는 2차원 이상에서 성립하지 않는다.) 즉, 콤팩트 리만 곡면은 복소수체에 대한 비특이 사영 대수 곡선을 이루며, 항상 3차원 복소수 사영 공간 {\displaystyle \mathbb {C} P^{3}}으로 매장할 수 있다. 따라서, 다음 3개의 분류 문제가 일치한다.
- 완비 대수 곡선의 쌍유리 동치류에 대한 분류
- 비특이 사영 평면 곡선들의 동형에 대한 분류
- (복소수체 위의 경우) 연결 콤팩트 리만 곡면의 쌍정칙 함수에 대한 분류

비특이 대수 곡선은 일차적으로 종수(種數, 영어: genus) {\displaystyle g}로 분류되며, 이는 쌍유리 불변량이다. 종수는 음이 아닌 정수이며, 이는 위상수학적으로 {\displaystyle g}개의 원환면들의 연결합인 콤팩트 리만 곡면에 대응한다. 각 종수에 대하여, 비특이 대수 곡선들의 모듈러스 스택 {\displaystyle {\mathcal {M}}_{g}}이 존재한다. 만약 비특이성 조건을 약화시켜 모든 안정 곡선들의 모듈러스 공간 {\displaystyle {\bar {\mathcal {M}}}_{g}}을 고려하면, 이는 콤팩트 공간을 이룬다. {\displaystyle {\mathcal {M}}_{g}}의 비특이 피복 공간은 타이히뮐러 공간이라고 한다.
종수가 0인 대수 곡선은 유리 곡선이라고 하며, 종수가 1인 대수 곡선은 타원 곡선이라고 한다. 유리곡선은 사영 직선과 쌍유리 동치이다.

### 특이 대수 곡선
특이점을 갖는 대수 곡선의 동형에 대한 분류는 힘들다. 특이 대수 곡선의 경우 일반적으로 산술종수는 기하종수보다 더 크다. 특이 대수 곡선의 경우, 정규화를 취하면 항상 비특이 대수 곡선을 이룬다. 대수적으로 닫힌 체 위의 1차원 정역 사영 스킴 {\displaystyle C}의 정규화 {\displaystyle {\tilde {C}}\to C}가 주어졌을 때, 임의의 점 {\displaystyle x\in C}에 대하여 다음과 같은, {\displaystyle C} 위의 가군층의 짧은 완전열이 존재한다.
{\displaystyle 0\to {\mathcal {O}}_{C}\to f_{*}{\mathcal {O}}_{\tilde {C}}\to (f_{*}{\mathcal {O}}_{\tilde {C}})/{\mathcal {O}}_{C}\to 0}
닫힌 점 {\displaystyle x\in C}에서, 몫층 {\displaystyle (f_{*}{\mathcal {O}}_{\tilde {C}}/{\mathcal {O}}_{C}}의 줄기는 다음과 같다.
{\displaystyle \left({\frac {f^{*}{\mathcal {O}}_{\tilde {C}}}{{\mathcal {O}}_{C}}}\right)_{x}\cong {\tilde {\mathcal {O}}}_{x}/{\mathcal {O}}_{x}}
여기서 {\displaystyle {\tilde {{\mathcal {O}}_{x}}}\subset \operatorname {Frac} {\mathcal {O}}_{x}}는 정역 {\displaystyle {\mathcal {O}}_{x}}의, 분수체 속에서의 정수적 폐포이다. 이 경우, 정규화 {\displaystyle {\tilde {C}}}는 비특이 대수 곡선이며, {\displaystyle C}의 산술 종수는 다음과 같다.:298, Exercise IV.1.8
{\displaystyle p_{a}(C)=g({\tilde {C}})+\sum _{x\in C}\operatorname {length} ({\tilde {\mathcal {O}}}_{x}/{\mathcal {O}}_{x})}
여기서 {\displaystyle \operatorname {length} }는 가군의 길이이며, 오직 유한 개의 점들에서의 줄기가 양의 길이를 갖는다는 것을 보일 수 있다.
정규화 대신 부풀리기를 통해서도 대수 곡선의 모든 특이점을 해소할 수 있으며, 이 경우 산술종수를 감소시키는 방향으로 거듭하여 부풀리기를 가해야 한다. 기하 종수는 쌍유리 불변량이지만, 산술 종수는 쌍유리 불변량이 아니다. 특이 대수 곡선 {\displaystyle C}에서 주어진 특이점 {\displaystyle z\in C}을 부풀리기를 통해 해소하여 {\displaystyle {\tilde {C}}}를 얻었다고 하자.
{\displaystyle \pi \colon {\tilde {C}}\twoheadrightarrow C}
만약 특이점의 중복도가 {\displaystyle \operatorname {mult} z}라고 한다면, {\displaystyle {\tilde {C}}}의 산술 종수 {\displaystyle p_{a}}는 다음과 같다.:389, Corollary V.3.7
{\displaystyle p_{a}({\tilde {C}})=p_{a}(C)-{\frac {1}{2}}(\operatorname {mult} z)(\operatorname {mult} z-1)}
즉, 특이점을 해소할 때마다 산술 종수가 감소한다.

### 산술적 곡선
유리수체나 정수환 등 위의 대수 곡선의 분류는 매우 복잡하며, 대수적 수론의 주요 연구 분야이다. 예를 들어, 수체의 대수적 정수환의 스펙트럼 {\displaystyle \operatorname {Spec} {\mathcal {O}}_{K}}은 1차원 스킴을 이룬다.

### 사영 공간 속의 대수 곡선
대수 곡선을 사영 공간에 매장하였을 경우, 차수(次數, 영어: degree)라는 불변량을 정의할 수 있다. 사영 공간 {\displaystyle \mathbb {P} ^{n}} 속의 대수 곡선의 차수는 일반적 {\displaystyle n-1}차원 초평면과의 교차점의 수이다.
n차원 사영 공간에서 {\displaystyle n-1}개의 동차다항식 {\displaystyle p_{1},\dots ,p_{n-1}}의 완전 교차로 주어지는 대수 곡선 {\displaystyle C}의 차수는 각 다항식들의 차수의 곱이다.
{\displaystyle \deg C=\prod _{i=1}^{n-1}\deg p_{i}}

## 평면 곡선
사영 평면 곡선(射影平面曲線, 영어: projective plane curve)은 사영 평면 {\displaystyle \mathbb {P} ^{2}} 속의 대수 곡선이다. 첨가 공식 및 리만-로흐 정리를 통해 (산술)종수와 차수는 다음과 같은 관계를 가진다.:54
{\displaystyle g={\binom {d-1}{2}}={\frac {1}{2}}(d-1)(d-2)}
이를 종수-차수 공식(영어: genus–degree formula)이라고 한다. 비특이 평면 곡선의 경우 위 값은 기하종수와 같지만, 특이 평면 곡선의 경우 기하종수는 위 값보다 더 작다.
낮은 차수의 비특이 평면 곡선에는 다음과 같은 이름이 있다.
- 1차 평면 곡선: 사영 직선 (=1차원 사영 공간)
- 2차 평면 곡선: 원뿔 곡선 (=1차원 2차 초곡면)
- 3차 평면 곡선: 3차 곡선 (=1차원 아벨 다양체)

### 평면 곡선의 특이점
평면 곡선은 유한 개의 특이점들을 가질 수 있다. 국소적으로, 특이점 근처에서 평면 곡선이 {\displaystyle f\in \mathbb {C} [x,y]}에 대하여 {\displaystyle f=0}으로 정의된다고 하자. 그렇다면 다음과 같은 불변량들을 정의할 수 있다.
- 특이점의 중복수(重複數, 영어: multiplicity) {\displaystyle \operatorname {mult} (f)}은 {\displaystyle f}의 도함수가 0인 최고 차수이다.
{\displaystyle \operatorname {mult} f=\max \left\{n\in \mathbb {N} \colon \partial _{i_{1}}\cdots \partial _{i_{n}}f(0,0)=0\forall i_{1},\dots ,i_{n}\in \{x,y\}\right\}}
- 특이점의 밀너 수(Milnor數, 영어: Milnor number) {\displaystyle \mu }는 위상수학적으로 특이점 근처의 작은 구 위에서 연속 함수 {\displaystyle \nabla f(x,y)/\Vert \nabla f(x,y)\Vert }의 차수이다. 대수적으로, 이는 다음과 같다.
{\displaystyle \mu (f)=\dim _{\mathbb {C} }{\frac {\mathbb {C} [x,y]}{(\partial _{x}f,\partial _{y}f)}}}
- {\displaystyle \delta }는 특이점의 델타 불변량(δ不變量, 영어: delta-invariant)이다.
- {\displaystyle r}는 특이점의 분지수(分枝數, 영어: branching number)이다.

일부 종류의 특이점은 전통적인 이름을 갖는다. 중복수·델타 불변량·분지수 {\displaystyle [m,\delta ,r]}가 주어졌을 때,
- {\displaystyle n}중점({\displaystyle n}重點, 영어: {\displaystyle n}-tuple point)은 {\displaystyle [n,n(n-1)/2,n]}의 꼴의 특이점이다.
- 첨점(尖點, 영어: cusp)은 {\displaystyle [2,1,1]}의 꼴의 특이점이다.

{\displaystyle d}차 특이 평면 곡선의 경우, 다음과 같은 종수-차수 공식이 성립한다.
{\displaystyle g={\frac {1}{2}}(d-1)(d-2)-\sum _{P}\delta _{P}}
이는 첨가 공식 또는 리만-후르비츠 공식을 통해 증명할 수 있다.

## 공간 곡선
사영 공간 곡선(射影空間曲線, 영어: projective space curve)은 3차원 사영 공간 {\displaystyle \mathbb {P} ^{3}} 속의 대수 곡선이다.
공간 곡선의 경우, 가능한 종수와 차수의 관계는 더 복잡하다. 차수가 {\displaystyle d\leq 7}인 경우는 완전히 분류되었으나, {\displaystyle d\geq 8}은 아직 완전히 알려지지 않았다.:353–354
일반적으로, 평면 곡선이 아닌 d차 g종 대수 곡선의 경우 {\displaystyle d\geq 3}이다. 이 경우 가능한 종수들은 다음과 같다.:351
- {\displaystyle g\leq d-3}인 경우 항상 이 종수를 가진 대수 곡선이 존재한다.
- {\displaystyle d-3<g<\lfloor d^{2}/4\rfloor -d+1}인 경우 일반적으로 대수 곡선이 존재하는지 여부가 알려져 있지 않다.
- {\displaystyle g=\lfloor d^{2}/4\rfloor -d+1}인 경우 항상 대수 곡선이 존재하며, 이는 항상 이차 곡면의 부분 곡선이다.
- {\displaystyle g>\lfloor d^{2}/4\rfloor -d+1}는 (평면 곡선 {\displaystyle g=(d-1)(d-2)/2}을 제외하고는) 불가능하다.

현재까지 알려져 있는 가능한 공간 곡선의 차수와 종수는 다음과 같다.:354
| 12    |   |   |   |   |   |   |   |   | ● | ●  |
| 11    |   |   |   |   |   |   |   |   |   | ?  |
| 10    |   |   |   |   |   | ○ |   |   | ● | ?  |
| 9     |   |   |   |   |   |   |   | ● | ? | ?  |
| 8     |   |   |   |   |   |   |   | ● | ? | ?  |
| 7     |   |   |   |   |   |   |   | ? | ? | ●  |
| 6     |   |   |   |   | ○ |   | ● | ? | ● | ●  |
| 5     |   |   |   |   |   |   | ● | ● | ● | ●  |
| 4     |   |   |   |   |   | ● | ● | ● | ● | ●  |
| 3     |   |   |   | ○ |   | ● | ● | ● | ● | ●  |
| 2     |   |   |   |   | ● | ● | ● | ● | ● | ●  |
| 1     |   |   | ○ | ● | ● | ● | ● | ● | ● | ●  |
| 0     | ○ | ○ | ● | ● | ● | ● | ● | ● | ● | ●  |
| g / d | 1 | 2 | 3 | 4 | 5 | 6 | 7 | 8 | 9 | 10 |

여기서 각 칸의 기호는 다음을 의미한다.
- ○: 평면 곡선이 존재
- ●: 평면 곡선이 아닌 공간 곡선이 존재
- ?: 공간 곡선의 존재 여부가 알려지지 않음
- (비어 있음): 공간 곡선 불가능

### 대수 곡면의 완전 교차
3차원 사영 공간 속에서, 차수 {\displaystyle d_{1}}, {\displaystyle d_{2}}의 두 대수 곡면의 완전 교차로 얻어지는 대수 곡선의 산술 종수 {\displaystyle p_{a}}는 다음과 같다.:54, Exercise I.7.2(b)
{\displaystyle p_{a}={\frac {1}{2}}d_{1}d_{2}(d_{1}+d_{2}-4)+1}
만약 곡선이 비특이 대수 곡선이라면 이는 기하 종수와 같다. 예를 들어, 유리 곡선이나 타원 곡선 등을 얻으려면, 다음과 같은 비특이 완전 교차를 취하면 된다.
- 종수 0: (1,1), (1, 2)
- 종수 1: (1,3), (2,2)
- 종수 3: (1,4)
- 종수 4: (2,3)

## 예
(복소수) 평면 곡선의 예로는 다음을 들 수 있다. 사영 평면의 동차좌표가 {\displaystyle [x:y:z]}라고 하자.

### 1차 · 2차 곡선
사영 직선은 다음과 같은 꼴이다.
{\displaystyle {\begin{pmatrix}a&b&c\end{pmatrix}}{\begin{pmatrix}x\\y\\z\end{pmatrix}}=0}
임의의 0이 아닌 {\displaystyle \alpha }에 대하여 {\displaystyle (a,b,c)\mapsto (\alpha a,\alpha b,\alpha c)}는 같은 곡선을 정의하므로, 사영 직선의 모듈러스 공간은 {\displaystyle \mathbb {P} ^{2}}이다. 사영 직선은 평면 위의 2개의 일반적인 점으로부터 결정된다. 복소수체 위에서, 사영 직선은 위상수학적으로 리만 구 {\displaystyle \mathbb {CP} ^{1}}이다.
원뿔 곡선은 다음과 같은 2차 곡선이다.
{\displaystyle {\begin{pmatrix}x&y&z\end{pmatrix}}M{\begin{pmatrix}x\\y\\z\end{pmatrix}}=0\qquad (M=M^{\top })}
여기서 {\displaystyle M}은 3×3 복소수 대칭 행렬이다. 3×3 복소수 대칭 행렬은 6개의 독립된 성분을 가지며, 임의의 0이 아닌 {\displaystyle \alpha }에 대하여 {\displaystyle M}과 {\displaystyle \alpha M}은 같은 원뿔 곡선을 정의하므로, 평면 원뿔 곡선의 모듈러스 공간은 {\displaystyle \mathbb {P} ^{5}}이다. 즉, 평면 원뿔 곡선은 5개의 일반적인 점으로부터 결정된다. 만약 {\displaystyle M}이 가역 행렬이 아닌 경우, 원뿔 곡선은 더 이상 (기약) 대수다양체가 아니며, 두 개의 사영 직선의 합집합이 된다.

### 3차 곡선

첨점을 갖는 3차 곡선

이중점을 갖는 3차 곡선

비특이 3차 곡선은 타원 곡선을 이룬다. 이는 종수 1의 대수 곡선이며, 1차원 아벨 다양체를 이룬다. 3차 곡선은 9개의 점에 의하여 결정된다.
기약 3차 곡선의 가능한 특이점은 하나의 이중점 또는 하나의 첨점이다. 예를 들어, 3차 곡선
{\displaystyle x^{3}=zy^{2}}
은 원점에서 중복도 2의 첨점을 갖는다. 이 경우 산술 종수는 1이지만, 기하 종수는 중복도에 의하여 0이다. 편의상, 동차좌표 {\displaystyle z}를 생략하여 {\displaystyle x^{3}=y^{2}}로 쓰자. 이 경우, 부풀리기를 통해 {\displaystyle y\mapsto ux}로 치환하면 {\displaystyle x^{2}(x-u^{2})=0}을 얻는다. 축소 스킴을 취하면, 이는 원뿔 곡선 {\displaystyle x=u^{2}}과 사영 직선 {\displaystyle x=0}의 합집합이다. 원점은 접촉점(영어: point of osculation)이므로 엄밀히 말하면 특이점이지만, 이는 두 번 더 부풀리기를 하여 해소할 수 있다.:392, Example V.3.9.1
다른 예로, 3차 곡선
{\displaystyle y^{2}z=x^{3}+x^{2}z}
은 원점에서 이중점을 갖는다. 편의상, 동차좌표 {\displaystyle z}를 생략하고, 원점을 부풀려 {\displaystyle y\mapsto ux}로 치환하면 {\displaystyle 0=x^{3}(u^{2}-x-1)}을 얻는다. 축소 스킴을 취하면, 이는 원뿔 곡선 {\displaystyle u^{2}=x+1}과 사영 직선 {\displaystyle x=0}의 합집합이다. 따라서 기하 종수가 0임을 알 수 있다.

### 고차 곡선
초타원 곡선은 다음과 같은 곡선이다.
{\displaystyle z^{\deg p-2}y^{2}=p(x,z)}
여기서 {\displaystyle p}는 5차 이상의 동차다항식이다. 이 경우, 기하 종수는
{\displaystyle g=\lfloor (\deg p-1)/2\rfloor }
이다.
종수 3의 곡선은 모두 초타원 곡선으로 나타낼 수 있지만, 종수 4 이상의 대부분의 곡선은 초타원 곡선이 아니다.

## 같이 보기
- 리만-로흐 정리
- 야코비 다양체
- 대수 곡면
- 리만 곡면
- 원뿔 곡선
- 타원 곡선
- 초타원 곡선